# Galago alleni
Galago alleni là một loài linh trưởng trong họ Galagidae. Nó được tìm thấy ở Angola, Cameroon, Cộng hòa Trung Phi, Cộng hòa Congo, Guinea Xích đạo, Gabon, và Nigeria. Môi trường sinh sống tự nhiên của nó là rừng khô nhiệt đới và cận nhiệt đới.